# Винайдення інтегральної схеми
Ідею інтеграції великої кількості стандартних електронних компонентів у монолітному кристалі напівпровідника вперше запропонував 1952 року британський радіотехнік Джеффрі Даммер. Через рік Гарвік Джонсон подав першу в історії патентну заявку на прототип інтегральної схеми (ІС)[⇨]. Реалізувати ці пропозиції у ті роки було неможливо через недостатній розвиток технологій[⇨].
Наприкінці 1958 року та в першій половині 1959 року в напівпровідниковій промисловості відбувся прорив. Три людини, які представляли три приватні американські корпорації, вирішили три фундаментальні проблеми, що перешкоджали створенню інтегральних схем[⇨]. Джек Кілбі з Texas Instruments запатентував принцип інтеграції[⇨], створив перші недосконалі прототипи ІС і довів їх до серійного випуску[⇨]. Курт Леговец із Sprague Electric Company винайшов спосіб електричної ізоляції компонентів, сформованих на одному кристалі напівпровідника[⇨]. Роберт Нойс із Fairchild Semiconductor винайшов спосіб електричного з'єднання компонентів ІС (металізацію алюмінієм)[⇨] і запропонував удосконалений варіант ізоляції компонентів на базі новітньої планарної технології Жана Ерні[⇨]. 27 вересня 1960 року група Джея Ласта створила в компанії «Fairchild Semiconductor» першу робочу напівпровідникову ІС[⇨] за ідеями Нойса та Ерні. Texas Instruments, що володіла патентом на винахід Кілбі, розв'язала проти конкурентів патентну війну, яка завершилася 1966 року мировою угодою про перехресне ліцензування технологій[⇨].
Не існує єдиної думки про те, хто саме є винахідником ІС. Американська преса 1960-х років визнавала винахідниками ІС чотирьох людей: Кілбі, Леговеца, Нойса та Ерні. У 1970-ті роки список винахідників скоротився до двох імен: Кілбі та Нойс, а в популярній літературі — до одного Кілбі[⇨]. Саме Кілбі був удостоєний 2000 року Нобелівської премії з фізики «за особистий вклад у винайдення інтегральної схеми». У XXI столітті історики галузі Леслі Берлін, Бо Лоєк, Арджун Саксена повернулися до точки зору, що винахідників ІС було набагато більше, і піддали ревізії значення внеску Кілбі[⇨].

## Передумови

### Очікування прориву

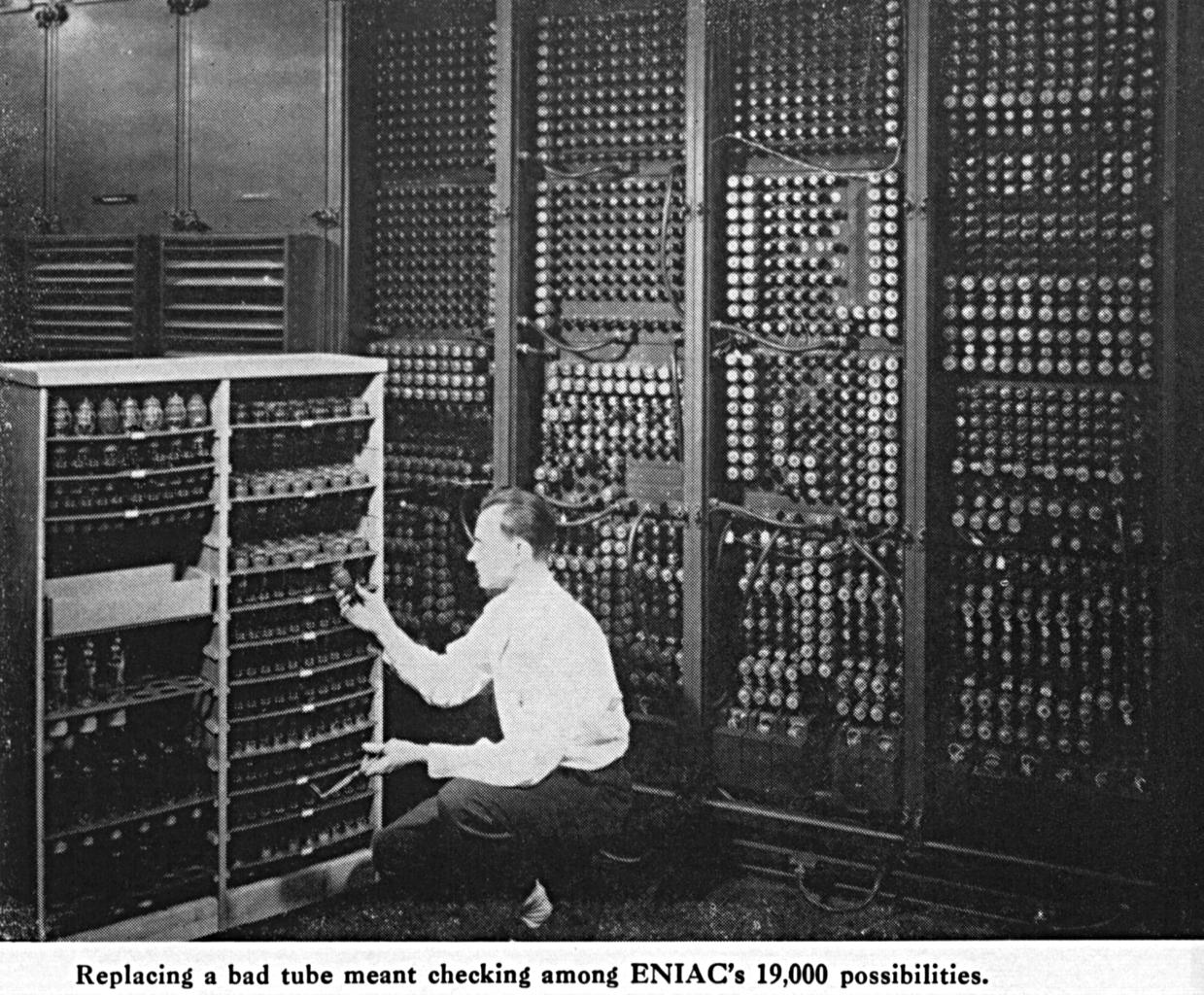
Заміна ламп у комп'ютері ENIAC. Уже в 1940-ві роки електронні системи досягли своєї межі, за якою втрати від відмов і простоїв переважали всі економічні вигоди.

Під час Другої світової війни та у перші післявоєнні роки в електроніці з'явилися ознаки явища, яке в США назвали «тиранією великих чисел» (англ. The tyranny of numbers): окремі зразки бортової та обчислювальної техніки досягли межі складності, за якою втрати від відмов та простоїв переважали будь-які очікувані вигоди. Кожен Boeing B-29 (поставлений на озброєння 1944 року) возив на собі, за різними джерелами, від трьохсот до майже тисячі вакуумних ламп і десятки тисяч пасивних компонентів. У стаціонарних комп'ютерах рахунок ламп ішов на тисячі, в комп'ютері ENIAC (1946 рік) їх було понад сімнадцяти тисяч. Кожен додатковий резистор, кожне додаткове паяння погіршувало надійність та збільшувало час пошуку несправностей.
Традиційна електроніка опинилася в глухому куті: подальше ускладнення електронних пристроїв потребувало зменшення кількості їх компонентів.
Оприлюднене влітку 1948 року винайдення транзистора породило у суспільстві розвинених країн очікування нової технічної революції. Фантасти та журналісти віщували швидку появу «розумних машин» і масову роботизацію усіх сторін життя — від кухонної плити до міжпланетних польотів. Результати реальної транзисторизації виявилися набагато скромнішими. Заміна електронних ламп на напівпровідникові прилади дозволила зменшити розміри й енергоспоживання електронних пристроїв, але не могла вирішити проблему надійності складних систем. Мініатюризація навіть трохи погіршила її: щільна упаковка компонентів на платах, необхідна для досягнення прийнятної швидкодії, ускладнювала пошук несправностей та погіршувала ремонтопридатність. Надійність дискретних компонентів у 1950-ті роки довели до теоретичної межі, але надійність з'єднань між компонентами принципово не змінилася. Найскладніші системи початку 1960-х років містили до 200 тисяч дискретних компонентів — не набагато більше, ніж ламповий ENIAC.

### Ідея інтеграції
7 травня 1952 року британський радіотехнік Джефрі Даммер виступив у Вашингтоні з публічною доповіддю, в якій сформулював ідею інтеграції:

З появою транзистора та з розвитком напівпровідників у цілому, видається можливим створення електронних пристроїв у масиві [напівпровідника] без використання монтажних з'єднань. [Напівпровідниковий] блок може складатися з провідних, ізоляційних, випрямних, посилювальних шарів. Окремі функціональні компоненти [цих шарів] з'єднуються між собою через вирізи у відповідних шарах.
Оригінальний текст (англ.)
With the advent of the transistor and the work in semiconductors generally, it seems now to be possible to envisage electronic equipment in a solid block with no connecting wires. The block may consist of layers of insulating, conducting, rectifying and amplifying materials, the electrical functions being connected by cutting out areas of the various layers.

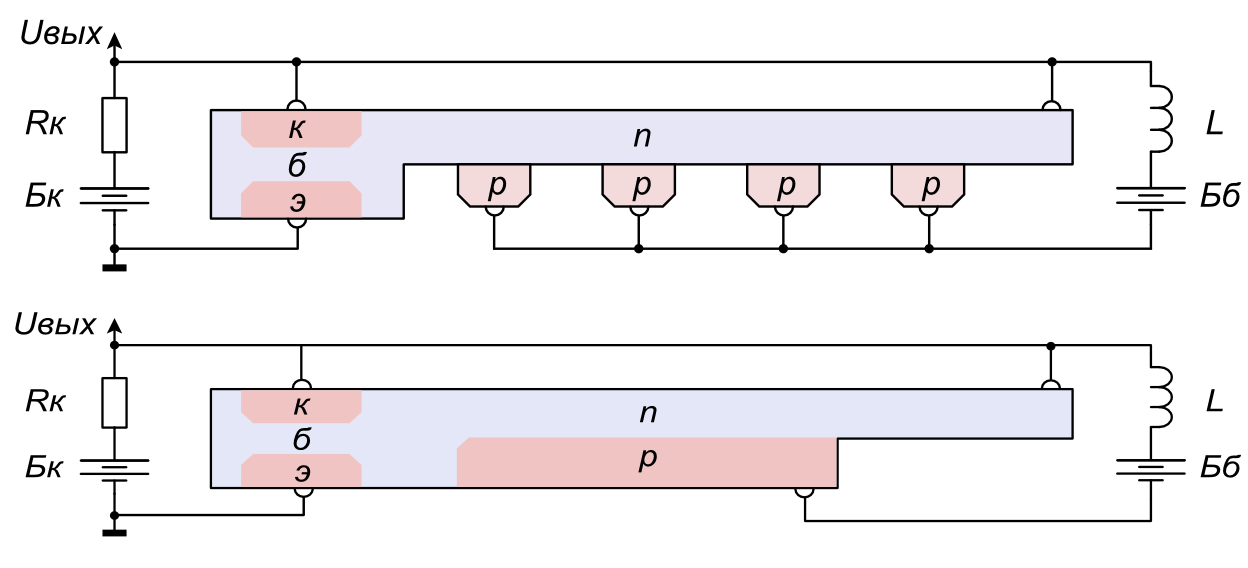
Інтегральний генератор Джонсона, 1953 (варіанти із зосередженими та з розподіленими ємностями). Індуктивності L, навантажувальний резистор Rk, джерела живлення Бк і Бб — зовнішні.

Даммер, який згодом став відомим як «пророк інтегральних схем» (але не їх винахідник!), безуспішно намагався знайти фінансування на батьківщині. Лише 1956 року він зміг виготовити прототип власної ІС методом вирощування з розплаву; досвід виявився невдалим. 1957 року міністерство оборони Великої Британії остаточно визнало його роботи безперспективними. Чиновники мотивували відмову високою собівартістю та гіршими, ніж у дискретних приладів, параметрами ще не створених ІС. Розвиток електронних технологій зосередився в США.
У жовтні 1952 року Бернард Олівер подав патентну заявку на спосіб виготовлення складеного транзистора (структури з трьох електрично пов'язаних площинних транзисторів) на спільному кристалі напівпровідника У травні 1953 року Гарвік Джонсон подав патентну заявку на спосіб формування у кристалі провідника різних електронних компонентів — транзисторів, опорів, зосереджених та розподілених ємностей. Джонсон описав три можливих способи виробництва інтегрального однотранзисторного генератора коливань. У всіх варіантах схема була вузькою планкою напівпровідника, на одному кінці якої формувався сплавний біполярний транзистор. Тіло планки виконувало функцію ланцюжка електрично зв'язаних опорів. Зосереджені ємності формувалися сплавленням, а розподілені — у вигляді протяжних зворотно-зміщених p-n-переходів. Невідомо, чи зумів Джонсон реалізувати свою пропозицію на практиці, але через шість років один із варіантів схеми Джонсона був реалізований та запатентований Джеком Кілбі.

### Функціональна електроніка
Великі американські корпорації (Bell Labs, IBM, RCA, General Electric) шукали вирішення проблеми «великих чисел» у перевіреній часом функціональній електроніці — розробці дискретних компонентів (функціональних приладів) з унікальними фізичними властивостями, що реалізують задану функцію при мінімальній кількості компонентів обвісу. В лампову еру цей подхід дозволяв ефективно скоротити кількість компонентів схеми ціною її швидкодії. Наприклад, комірка пам'яті на типових компонентах 1940-х років складалася з двох вакуумних тріодів і близько десяти пасивних компонентів, і працювала на тактових частотах до 200 кГц. Комірку на тріодах міг замінити єдиний активний компонент — малопотужний тиратрон — з навантажувальним резистором і вхідною ємністю, однак робоча частота такої комірки не перевищувала кількох кГц. Кільцевий декадний лічильник можна було побудувати на десяти послідовно з'єднаних тиратронах, а можна було використовувати єдину газонаповнену лампу-лічильник — декатрон (швидкість розрахунків порядку десятків кГц). Запам'ятовуючі електронно-променеві трубки та пам'ять на лініях затримки дозволяли зберігати тисячі одиниць інформації.
1952 року Джуел Еберс розробив на «Bell Labs» дослідний твердотільний аналог тиратрона — «чотиришаровий транзистор», або тиристор. Вільям Шоклі спростив конструкцію тиристора до двохвивідного «чотиришарового діода» (диністора) і зосередився на доведенні диністора до промислового виробництва. Шоклі розраховував, що новий прилад зможе замінити поляризовані реле телефонних станцій, однак почата 1956 року робота затягнулася до 1960 року, надійність «діодів Шоклі» виявилася неприйнятно низькою, а підприємство Шоклі занепало. Телефонні мережі США і всього світу надали перевагу модернізації на базі відомих з 1936 року герконових реле.
Одночасно з Шоклі над тиристорною темою працювали інженери Bell Labs, IBM і RCA. Єн Росс і Девід Д'Азаро (Bell Labs) експериментували з комірками пам'яті («кроковими комірками») на тиристорах. Джо Лог і Рік Ділл (IBM) будували лічильники на одноперехідних транзисторах. Торкл Волмарк і Гарвік Джонсон (RCA) працювали і з тиристорами, і з польовими транзисторами. Роботи 1955—1958 років з германієвими тиристорними структурами не принесли результату. У березні 1958 року RCA передчасно анонсувала десятибітний регістр зсуву Волмарка як «нову концепцію в електронній технології», але реальні схеми на германієвих тиристорах були непрацездатні. Лише влітку 1959 року, після оприлюднення винаходів Кілбі, Леговца та Ерні, Д'Азаро представив робочий кремнієвий регістр зсуву на тиристорах. Один кристал схеми д'Азаро (чотири тиристора) заміняв схему з восьми транзисторів, 26 діодів і 27 резисторів. Площа кожного тиристора становила від 0,2 до 0,4 мм2 при товщині близько 0,1 мм, елементи схеми ізолювалися травленням глибоких канавок.
З точки зору прихильників функціональної електроніки, в напівпровідникову еру їхній підхід був особливо вигідний, оскільки дозволяв обходити фундаментальні, ще не вирішені проблеми технології напівпровідників. Невдачі Шоклі, Росса та Волмарка довели помилковість цього підходу: серійний випуск функціональних приладів міг початися лише після усунення технологічних перешкод.

### Кремнієві технології

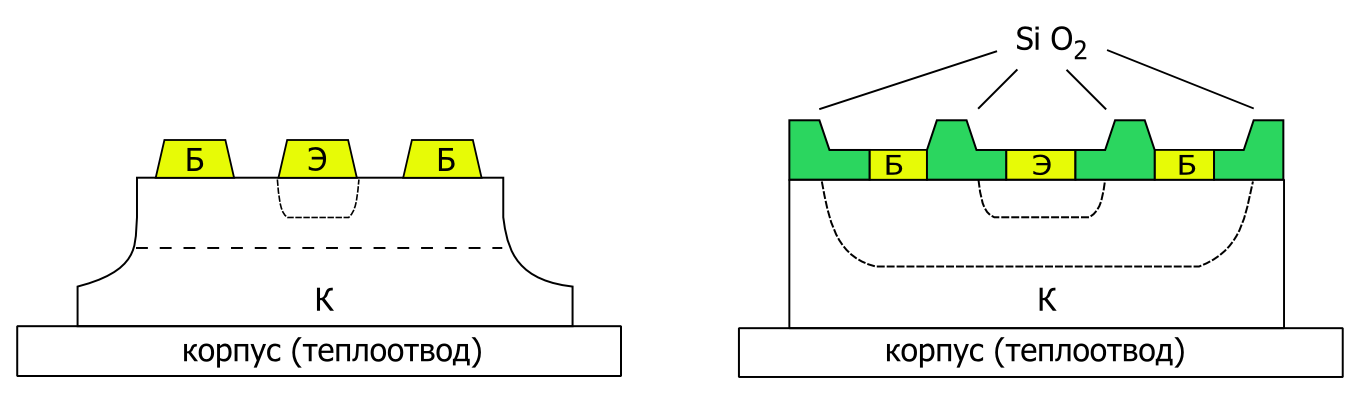
Відмінність планарної технології Ерні (праворуч) від меза-технології (ліворуч). Висоти шарів показані схематично.

Транзистори ранніх серій виготовлялися виключно з германію. Відносно низька температура плавлення та відносно низька хімічна активність робили германій зручним, технологічним матеріалом.
Непереборним недоліком германієвих транзисторів був вузький діапазон робочих температур, тому вже у середині 1950-х років інженери повернулися до «незручного», але високотемпературного, кремнію. Влітку 1954 року Гордон Тіл виростив на Texas Instruments (TI) першу кремнієву транзисторну структуру, а 1955 року кремнієві транзистори пішли в серію. Тоді ж, 1954 року, Фуллер і Дітценберґер опублікували результати фундаментального дослідження процесу дифузії в кремнії, а Шоклі запропонував використовувати дифузію за Фуллером для формування p-n-переходів із заданим профілем концентрації домішок.
На початку 1955 року Карл Фрош із Bell Labs відкрив явище мокрого окиснення кремнію, а протягом наступних двох років Фрош, Молл, Фуллер і Голоняк довели його до впровадження у серійне виробництво. Відкриття, яке відбулося завдяки випадковому спалаху водню в дифузійній печі, виявило другу фундаментальну перевагу кремнію над германієм. На відміну від оксидів германію, «мокрий» діоксид кремнію є фізично міцним та хімічно інертним електричним ізолятором (Роберт Нойс назвав мокрий оксид «одним із найкращих ізоляторів, відомих людству»). 1957 року Фрош запропонував використовувати оксидний шар як літографську маску при селективному легуванні кремнію важкими легуючими елементами, але зробив помилковий висновок про те, що оксид не перешкоджає дифузії фосфора. 1959 року Аттала описав явище пасивації p-n-переходів оксидним шаром. Оксид, вирощений над переходом, надійно захищає його від зовнішніх впливів (пасивує) — як при виробництві, так і в експлуатації. Сполуки германію з подібними властивостями просто не існують.
1 грудня 1957 року Жан Ерні вперше запропонував планарну технологію виробництва біполярних транзисторів. У планарному процесі Ерні всі p-n-переходи транзистора виходили на верхню поверхню кристалу під захисним шаром оксиду, що повинно було суттєво підвищити надійність. Однак 1957 року пропозиція Ерні вважалася технічно неможливою. Щоб створити емітер NPN-транзистора, слід було виконати дифузію фосфору — але, згідно з роботами Фроша, фосфор і оксидна маска були несумісними. На початку березня 1959 року Са Чжітан (колишній колега Ерні по роботі у Шоклі, який не був учасником «віроломної вісімки») вказав Ерні та Нойсу на помилку у висновках Фроша. Фрош використовував занадто тонкі оксидні шари, і зробив узагальнений висновок із часткового випадку. Експерименти Са на межі 1957—1958 років показали, що достатньо товстий шар оксиду здатний затримувати й атоми фосфору. Озброєний цим знанням, до 12 березня 1959 року Ерні виготовив перший дослідний планарний транзистор, а 1 травня 1959 року подав патентну заявку на винайдення планарного процесу. У квітні 1960 року Fairchild почала випуск перших серійних планарних транзисторів (2N1613), а у жовтні 1960 року анонсувала повну відмову від меза-транзисторів. До середини 1960-х років планарний процес став головним способом виробництва транзисторів і єдиним способом виробництва монолітних інтегральних схем.

## Три проблеми мікроелектроніки
На шляху до створення інтегральної схеми залишалися три фундаментальні проблеми. Найчіткіше їх сформулював 1958 року прихильник «функціональної електроніки» Торкл Волмарк:

1. Інтеграція. 1958 року не існувало способу формування на кристалі напівпровідника великої кількості різних електронних компонентів. Сплавний спосіб погано підходив для ІС, новітня меза-технологія мала непереборні проблеми з надійністю.
2. Ізоляція. Не існувало ефективного способу електрично ізолювати компоненти ІС один від одного (якщо не враховувати фізичної різки кристалу на окремі прилади).
3. З'єднання. Не існувало ефективного способу створення електричних з'єднань між компонентами ІС (якщо не враховувати надзвичайно дорогого та трудомісткого навісного монтажу золотим дротом).

Рішення цих трьох задач способами, придатними для серійного виробництва, і запуск такого виробництва і становили винайдення інтегральної схеми. Сукупність усіх трьох рішень — інтеграції, ізоляції та з'єднань — стала називатися напівпровідниковою (планарною та монолітною) інтегральною схемою:

Напівпровідникова ІС — ІС, в якій всі активні та пасивні елементи (транзистори, діоди, резистори та ін.) формуються на спільній монокристалічній напівпровідниковій підкладці. Взаємні з'єднання елементів здійснюються з допомогою шару металізації, що наноситься на ізоляційний шар, який захищає поверхню напівпровідника. Для виключення взаємозв'язку по постійному струму через матеріал напівпровідника всі елементи схеми ізолюються один від одного.
Оригінальний текст (рос.)
Полупроводниковая ИС — ИС, в которой все активные и пассивные элементы (транзисторы, диоды, резисторы и др.) формируются на общей монокристаллической полупроводниковой подложке. Взаимные соединения элементов осуществляются с помощью слоя металлизации, наносимого на изолирующий слой, защищающий поверхность полупроводника. Для исключения взаимосвязи по постоянному току через материал полупроводника все элементы схемы изолируются друг от друга.

Лише володіння секретами інтеграції, ізоляції, з'єднання компонентів і планарним процесом дозволило створити повноцінний прототип напівпровідникової ІС. У кожного з трьох рішень виявився свій автор, а патенти на їх винайдення виявилися в руках трьох корпорацій. Одна з них (Sprague Electric Company) не зважилася розвивати інтегральну тему, інша (Texas Instruments) зробила ставку на явно неповний набір технологій, і лише Fairchild Semiconductor, об'єднавши все необхідне, підійшла впритул до серійного випуску монолітних ІС.

| Винахідник Власник патенту            | Дата патентної заявки Номер патенту США | Предмет і значення винаходу |
| ------------------------------------- | --------------------------------------- | --- |
| Джек Кілбі Texas Instruments          | 6 лютого 1959 року (спірно) 3 138 743   | Спосіб формування на кристалі напівпровідника великої кількості активних і пасивних компонентів. Перша практична реалізація принципу інтеграції.                             |
| Курт Леговец Sprague Electric Company | 22 квітня 1959 року 3 029 366           | Ізоляція p-n-переходом. Перше практичне вирішення проблеми ізоляції компонентів ІС.                                                                                          |
| Роберт Нойс Fairchild Semiconductor   | 30 липня 1959 року 2 981 877            | Метод з'єднання компонентів ІС (металізація алюмінієм). Перше практичне вирішення проблеми з'єднання компонентів ІС. Основний спосіб створення з'єднань у всіх планарних ІС. |
| Роберт Нойс Fairchild Semiconductor   | 11 вересня 1959 року 3 150 299          | Ізоляція p-n переходом у планарній ІС. Вирішення проблеми ізоляції для планарних ІС. Основний спосіб ізоляції компонентів ІС на біполярних транзисторах.                     |

### Інтеграція за Джеком Кілбі

#### Винахід Кілбі
У травні 1958 року досвідчений радіотехнік, ветеран Другої світової Джек Кілбі прийшов працювати в Texas Instruments (TI). У перші місяці роботи на TI Кілбі не мав конкретних задач — він повинен був сам знайти собі роботу у загальному напрямку «мікромініатюризації». Йому слід було або запропонувати щось радикально нове, або стати гвинтиком у багатомільйонному та малоуспішному проєкті виробництва військових мікромодулів TI. Влітку 1958 року, коли більшість персоналу його відділу пішла у відпустку, Кілбі сформулював три тези інтеграції:

- Єдине, що може успішно виробляти напівпровідникова компанія — це напівпровідники.
- Всі компоненти схеми, в том числі резистори й конденсатори, можна виготовити з напівровідника.
- Всі компоненти схеми можна сформувати на одному кристалі напівпровідника, додавши лише з'єднувальні перемички.

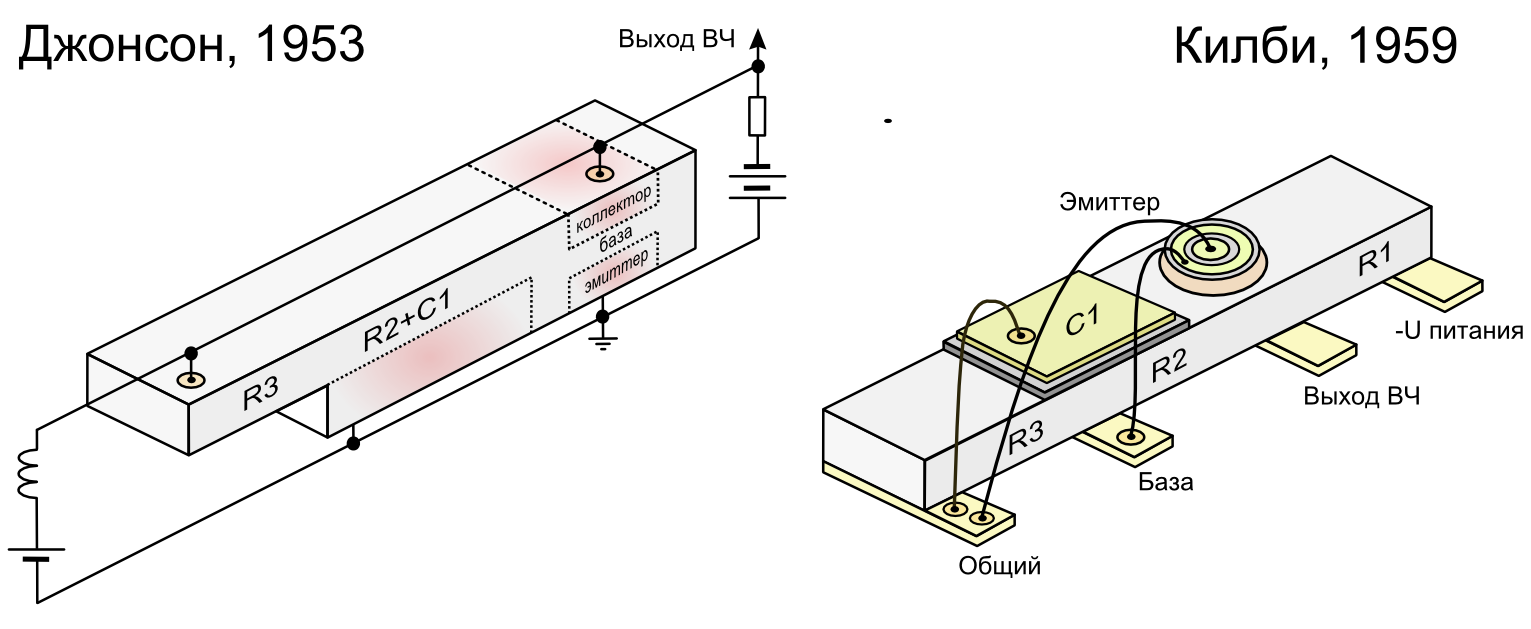
Порівняння структур генератора коливань за патентом Джонсона (зі сплавним транзистором) і за патентом Кілбі (з меза-транзистором). Розмір дослідної структури Кілбі — 10 мм у довжину та 1,6 мм у ширину.

Оригінальний текст (англ.)
[... The only thing a semiconductor house could make in a cost-effective way is a semiconductor ... Semiconductors were all that were required - that resistors and capacitors, in particular, could be made from the same material as the active devices ... Since all the components could be made of the same materials, they could also be made in situ interconnected to form a complete circuit.] Помилка: {{Lang}}: текст вже має курсивний шрифт (допомога)

28 серпня 1958 року Кілбі зібрав перший макет майбутньої ІС з дискретних безкорпусних компонентів і отримав добро на повторення досвіду «в моноліті». Технології TI дозволяли Кілбі сформувати у пластині германію (але не кремнію) меза-транзистори, меза-діоди, конденсатори на p-n-переходах, а функцію резисторів відігравав об'ємний опір самої пластини. Стандартна пластина TI (заготовка на 25 меза-транзисторів) мала розмір лише 10 на 10 мм. Кілбі використовував вирізані з пластини планки розміром 10 на 1,6 мм, що відповідали одному ряду з п'яти транзисторів (із них Кілбі використовував не більше двох). 12 вересня Кілбі представив перший прототип ІС — однотранзисторний генератор коливань з розподіленим RC-ланцюжком зворотного зв'язку, що повністю повторював схему та ідею патенту Джонсона 1953 року. 19 вересня Кілбі виготовив другий прототип — двохтранзисторний тригер. Опис обох прототипів (включаючи посилання на патент Джонсона) увійшли в основну патентну заявку Кілбі (патент США 3138743).
У лютому-травні 1959 року Кілбі подав цілу серію заявок на споріднені винаходи, що втілилися у патенти США 3 072 832, 3 138 743, 3 138 744, 3 115 581, 3 261 081. Різниці у порядкових номерах пов'язані з різницями у датах видачі патентів. Першим, 8 січня 1963 року, був виданий патент 3 072 832, останнім — 19 липня 1966 року, патент 3 261 081. Дата подачі заявки на ключовий патент 3 138 743, на думку Арджуна Саксени, є спірною. В опублікованому патенті та у спогадах Кілбі вказана дата 6 лютого 1959 року, однак вона не підтверджується архівом заявок у федеральне патентне бюро. Можливо, що початкова заявка Кілбі, які пізніше була втрачена, була дійсно датована 6 лютого, однак найбільш рання заявка, яка збереглася, була отримана патентним бюро 6 травня 1959 року — тією ж дати, що і заявки, що втілилися в патенти 3 072 832 і 3 138 744. Так чи інакше, TI публічно представила винахід Кілбі 6 березня 1959 року.
В жодній патентній заявці Кілбі не була вирішена проблема ізоляції та з'єднання компонентів. Єдиним способом ізоляції був повітряний зазор — розріз на всю глибину кристала.
Єдиним способом з'єднання компонентів, реалізованим Кілбі, був навісний монтаж золотим дротом — це робило схеми Кілбі гібридними, а не монолітними. Значення винаходу Кілбі було в іншому: Кілбі першим довів на практиці, що в масиві напівпровідника можна сформувати всі необхідні компоненти схеми: активні прилади, резистори, конденсатори і навіть невеликі індуктивності.

#### Спроба комерціалізації

Топологія двохкристальної ІС мультивібратора TI 502. Нумерація компонентів відповідає принциповій схемі. Довжина кожного кристала близько 5 мм

Восени 1958 року TI почала просувати ще не запатентовану ідею Кілбі військовим замовникам. Пропозиція Кілбі суперечила прийнятим концепціям розвитку і ВПС, і Армії США. Корпус зв'язку і ВМФ США відмовилися від пропозиції TI, а у ВПС розгорілися суперечки — чи стосується «твердотільна схема» (англ. Solid Circuit) Кілбі уже прийнятої в авіації програми «молекулярної електроніки» (англ. Molecular Electronics)? В результаті 1959 року TI отримала замовлення ВПС на розробку прототипів серійних ІС. З подачі Кілбі ці вироби отримали назву «функціональних електронних блоків» (англ. functional electronic block, скорочено FEB, жаргонне feebs). Westinghouse доповнила технологію TI епітаксією та отримала військове замовлення у січні 1960 року.
У жовтні 1961 року TI побудувала для ВПС демонстраційний «молекулярний комп'ютер» на 587 схемах Кілбі, які замінювали, зі слів компанії, 8 500 дискретних компонентів. Інженер TI Харві Крейгон упакував комп'ютер з пам'яттю 300 біт в об'єм трохи більший 100 см3. У грудні 1961 року замовник прийняв перший аналоговий пристрій, створений в рамках «молекулярної» програми — бортовий радіоприймач. Використані ІС містили не більше 10—12 елементів, вихід робочих був надзвичайно низьким, а висока собівартість штучного виробництва породила у професійному середовищі думку про те, що аналогові ІС можуть бути виправдані лише в аерокосмічній галузі. Однак саме ця галузь відмовилася ставити «молекулярну електроніку» на бойові ракети через низьку радіаційну стійкість меза-транзисторів.
У квітні 1960 року TI анонсувала «цивільний» мультивібратор моделі 502 — першу в світі інтегральну схему, доступну на відкритому ринку. Реклама стверджувала, що на відміну від «паперових» заявок конкурентів «мультивібратор 502 — настільки справжній, що у нього є ціна: 450 доларів за штуку при замовленні до 100 штук, 300 доларів при замовленні більших партій» Продажі 502 почалися лише влітку 1961 року, а ціна виявилася ще вищою. 502 була «майже» монолітною, але без ізоляції транзисторів один від одного, та без металізації з'єднувальних провідників. Принципова схема (два транзистора, чотири діода, шість резисторів і два конденсатора) повторювала традиційну дискретну схемотехніку. Всередині металокерамічного корпуса розташовувалися два кристали — вузькі смуги кремнію довжиною близько 5 мм. На першому кристалі були сформовані вхідні конденсатори, на другому — дифузійні меза-транзистори та меза-діоди. Тіло другого кристала виконувало функції шести резисторів. Чотири з цих резисторів були фізично відокремлені поздовжніми вирізами в тілі кристала. Ніжки корпуса припаювалися безпосередньо до нижньої поверхні кристалів, інші електричні з'єднання (всього десять перемичок) виконувалися золотим дротом.
Захоплення менеджменту TI «молекулярною електронікою» зрештою привело TI до технічного відставання від Fairchild і Sylvania на рік-другий. 1962 року TI, яка так і не почала масовий випуск схем Кілбі, перейшла на випуск тепер вже «звичайних» планарних монолітних ІС.

### Винайдення ізоляції p-n-переходом

#### Рішення Курта Леговца
Наприкінці 1958 року інженер-фізик Sprague Electric Company Курт Леговец відвідав семінар у Принстоні, на якому Торкл Волмарк виклав своє бачення фундаментальних проблем мікроелектроніки. Повертаючись додому в Массачусетс, Леговец знайшов просте вирішення проблеми ізоляції компонентів на кристалах — ізоляцію p-n-переходом:

Добре відомо, що p-n-переходу властивий високий опір, особливо тоді, коли на перехід подано запиральну напругу, або при відсутності зміщення. Тому, розмістивши між двома напівпровідниковими елементами достатньо велику кількість послідовних p-n-переходів, можна добитися будь-якого необхідного ступеня електричної ізоляції цих елементів. Для більшості схем буде достатньо від одного до трьох переходів… — Курт Леговец, патент США 3029366
Оригінальний текст (англ.)
It is well-known that a p-n junction has a high impedance to electric current, particularly if biased in the so-called blocking direction, or with no bias applied. Therefore, any desired degree of electrical insulation between two components assembled on the same slice can be achieved by having a sufficiently large number of p-n junctions in series between two semiconducting regions on which said components are assembled. For most circuits, one to three junctions will be sufficient...

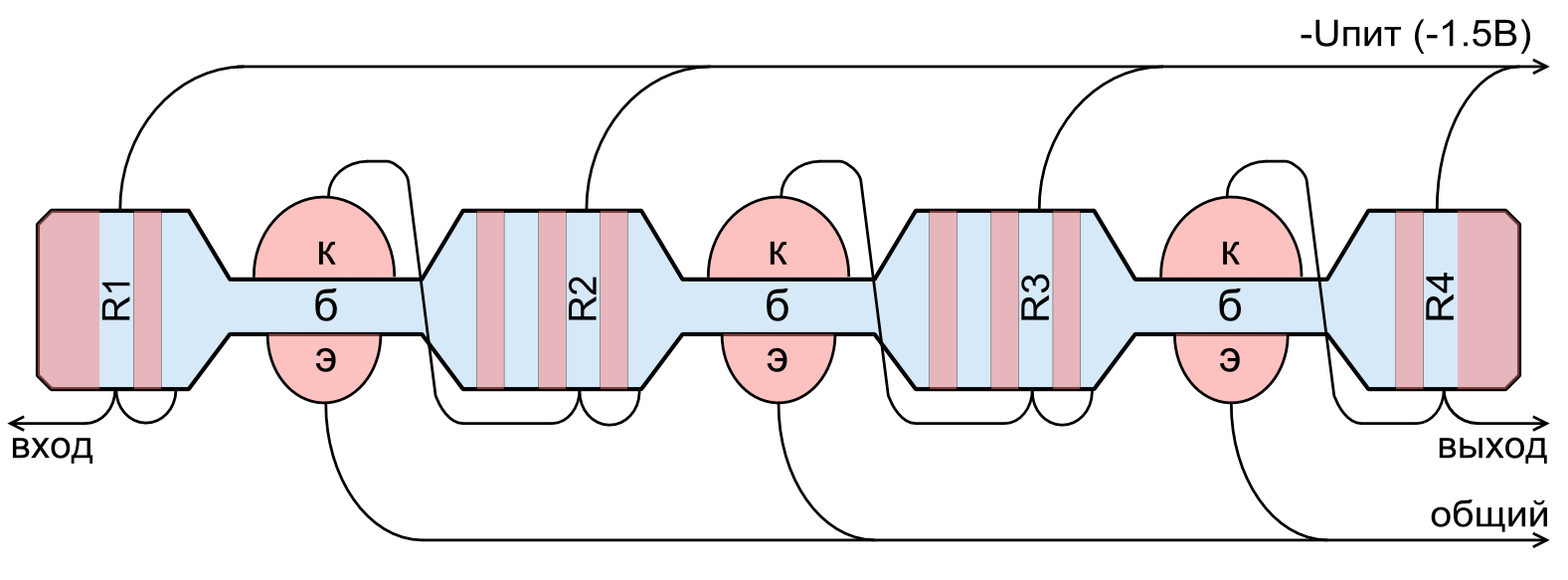
Розріз структури трьохкаскадного підсилювача (три транзистора, чотири резистора) за патентом 3 029 366. Сині області — n-типу провідності, червоні — p-типу. Розмір дослідної структури — 2,2 мм у довжину і 0,1 мм у товщину.

Для перевірки своєї ідеї Леговец скористався доступними на Sprague технологіями виробництва транзисторів на вирощених переходах і сплавних транзисторів. Дослідна схема Леговца, так же як і перша схема Кілбі, була лінійною, одномірною структурою — вузькою планкою розміром 2,2 мм × 0,5 мм × 0,1 мм, розділену на ізольовані комірки n-типу (бази майбутніх транзисторів) вузькими «пакетами» ізоляційних p-n-переходів. Шари й переходи у пластині формувалися методом вирощування з розплаву. Тип провідності шару (n-тип або p-тип) визначався швидкістю витягування кристала: на повільній швидкості у кристалі формувався шар p-типу (збагачений індієм), на високій швидкості — шар n-типу (збагачений миш'яком). Потім до пластини приварювалися індієві бусини — колектори та емітери сплавних транзисторів. Всі електричні з'єднання виготовлялися вручну із золотого дроту.
Менеджмент Sprague, зайнятий корпоративними війнами, не зацікавився винаходом Леговца. Роздратований відношенням керівництва Леговец самостійно, своїм коштом склав патентну заявку, 22 квітня 1959 року подав її в патентне бюро, а потім виїхав із США на два роки. Самоусунення Леговца у вирішальний момент дало Гордону Муру привід стверджувати, що «Леговец є винахідником інтегральної схеми лише з точки зору патентного бюро … Я вважаю, що інженерна спільнота не визнає його винахідником ІС, адже крім заявки на патент він нічого не зробив. В успішної справи завжди багато батьків».

#### Рішення Роберта Нойса
В середині січня 1959 року на Fairchild Semiconductor відбулися дві малопомітні події. 14 січня Жан Ерні ознайомив Роберта Нойса та патентного повіреного Джона Ралза з останньою версією свого планарного процесу.
Службова записка Ерні стала основою патентної заявки на винайдення планарного процесу, поданою у травні 1959 року і втіленою в патенти США 3 025 589 (власне планарний процес) і 3 064 167 (планарний транзистор). 20 січня 1959 року керівництво Fairchild зустрілося з розробником бортового комп'ютера ракети «Атлас» Едвардом Кеонджаном (англ. Edward Keonjian), щоб обговорити спільну розробку гібридних цифрових ІС суматора для комп'ютера Кеонджана. Ймовірно, саме ці події спонукали Роберта Нойса повернутися до ідеї інтеграції.
23 січня 1959 року Нойс виклав на папері своє бачення планарної інтегральної схеми, по суті «винайшов заново» ідеї Кілбі та Леговца на базі планарного процесу Ерні. 1976 року Нойс стверджував, що у січні 1959 року він не знав про роботи Леговца. На думку біографа Нойса Леслі Берлін, навпаки, Нойс опирався на роботи Леговца.
Для прикладу Нойс описав конструкцію інтегрального суматора на діодній матриці — тієї самої схеми, яку він обговорював із Кеонджаном. Транзистори, діоди та резистори цієї гіпотетичної схеми були ізольовані один від одного p-n-переходом, однак рішення Нойса принципово відрізнялося від рішення Леговца. Виробництво схеми, міркував Нойс, повинно було починатися з заготовки тонкої пластини високоомного власного (нелегованого) кремнію, покритої захисним оксидним шаром. В ході першої фотолітографії в цьому шарі розкривалися вікна, що відповідали майбутнім ізольованим приладам, а потім виконувалася дифузія домішок для створення низькоомних «криниць» на всю товщину пластини. Всередині криниць формувалися «звичайні» планарні прилади. Підхід Нойса принципово відрізнявся від підходу Леговца тим, що дозволяв створювати двомірні конструкції з потенційно необмеженою кількістю приладів на кристалі.
Записавши свої ідеї, Нойс на декілька місяців закинув тему інтеграції. За словами самого Нойса, у компанії, що боролася за виживання, було достатньо інших, важливіших справ, та і планарний процес Ерні існував лише на папері. У березні 1959 року планарний процес став реальністю, але одночасно в компанії розгорілася криза керування: генеральний директор Ед Болдвін з групою технологів пішов до конкурентів, і на його місце був назначений саме Нойс. Однак, саме у березні Нойс повернувся до теми інтеграції. За однією з версій, приводом до цього стала прес-конференція TI про винахід Ерні, за іншою — рекомендації патентних повірених Fairchild «придумати нові області застосування» для планарного процесу Ерні. Оформлення заявки зайняло півроку, і виявилося, що Нойс запізнився: Патентне бюро США відмовило йому, оскільки до цього часу вже прийняло заявку Леговца. Нойсу довелося відмовитися від прав на ряд положень своєї заявки, але в результаті він довів чиновникам самостійну цінність своєї пропозиції, і 1964 року отримав патенти США 3 150 299 на «Напівпровідникову схему із засобами ізоляції» та 3 117 260 на «Комплекси напівпровідникових приладів».

### Винайдення металізації
Іншою проблемою, вирішеною Нойсом у січні та березні 1959 року, стала проблема з'єднань. Нойс із самого початку орієнтувався на створення товарного продукту, а без вирішення проблеми з'єднань серійний випуск був неможливий. Зі слів Нойса, винайдення з'єднань через шар металізації народилося «не через необхідність, а через лінь … щоб уникнути з'єднання компонентів вручну». Ідея Нойса, з точки зору його колег з «віроломної вісімки», була самоочевидною: зрозуміло, що пасивувальний оксидний шар є природним бар'єром між кристалом і шаром металізації. За свідченням Тьорнера Хейсті, що працював і з Кілбі і з Нойсом, Нойс планував зробити мікроелектронні патенти Fairchild доступними для широкого кола компаній-ліцензіатів — так же, як у 1951—1952 роках Bell Labs відкрила для всіх охочих технології виробництва транзисторів.
Заявка на винайдення металізації була здана в Патентне бюро 30 липня 1959 року, і (на відміну від заявки на ізоляцію p-n-переходом) пройшла патентну експертизу без особливих нарікань — патент США 2 981 877 був виданий Нойсу 25 квітня 1961 року. Згідно з патентом, суть винаходу Нойса полягала, по-перше, у збереженні оксидного шару, що відділяв шар металізації від масиву напівпровідника (виключаючи контактні вікна, у яких металізація торкалася напівпровідника), по-друге, у нанесенні (англ. deposition) шару металізації поверх оксиду таким способом, що метал міцно скріплюється (англ. adherent) з оксидом. Спосіб нанесення металу ще не був відомий. Нойс навів лише приклади можливих, але не перевірених на практиці технологій: або селективне осадження алюмінію з вакууму через трафарет, або нанесення суцільного шару з наступною фотолітографією рисунка з'єднань і травленням зайвого металу. На думку Арджуна Саксени, патент Нойса, при всіх його недоліках, точно показує основи мікроелектронних технологій: так, або приблизно так, і виготовляються сучасні ІС.
Ймовірно, що про аналогічне рішення задумувався і Кілбі: в його патенті згадується можливий, але не реалізований спосіб з'єднань через шар металізації. Однак Кілбі поставив на перше місце нанесення товстоплівкових шарів різних металів (алюмінію, міді, легованого сурмою золота), а замість звичного в електронних технологіях діоксиду кремнію рекомендував використовувати монооксид кремнію. Ні та, ні інша ідея не прижилися на практиці та не сумісна з сучасним визначенням напівпровідникової ІС.

## Перші напівпровідникові інтегральні схеми

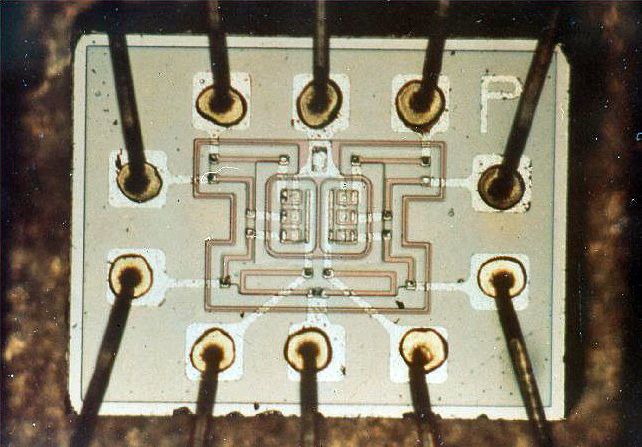
Логічна ІС (комірка АБО-НЕ) бортового комп'ютера КА «Аполлон»

У серпні 1959 року Нойс заснував на Fairchild робочу групу з розробки інтегральних схем. 26 травня 1960 року ця група, очолювана Джеєм Ластом, створила першу дослідну планарну інтегральну схему на чотирьох транзисторах. Цей прототип не був, однак, монолітним — дві пари його транзисторів ізолювалися один від одного фізичною різкою кристала за патентом Ласта. Початкові етапи виробництва повторювали звичайний «транзисторний» планарний процес Ерні. Потім кристал завтовшки 80 мікрон приклеювали лицевою стороною до скляної підкладки, і виконували з тильної сторони додаткову фотолітографію рисунка роздільної канавки. Глибоке травлення прорізало кристал на всю його товщину до лицьового оксидного шару. Тильна сторона заливалася епоксидною смолою, а коли вона схоплювалася — схему відділяли від скляної підкладки.
У серпні 1960 року Ласт розпочав роботу над другим прототипом, цього разу використовуючи запропоновану Нойсом ізоляцію p-n-переходом. Роберт Норман відлагодив схему тригера на чотирьох транзисторах і п'яти резисторах, Ізі Хаас і Лайонел Каттнер розробили операцію дифузії бора, яка формувала ізоляційні переходи. Перший робочий зразок був закінчений і випробуваний 27 вересня 1960 року — це і була перша повноцінна напівпровідникова (планарна і монолітна) інтегральна схема.
Fairchild Semiconductor не зуміла правильно розпорядитися досягнутим. Віце-президент компанії по маркетингу звинуватив Ласта в неефективному використанні коштів компанії та почав вимагати закрити «інтегральний» проєкт. У січні 1961 року Ласт, Ерні та їхні товариші з «віроломної вісімки» Кляйнер і Робертс пішли з Fairchild та очолили Amelco. Девід Аллісон, Лайонел Каттнер та інші технологи пішли, щоб заснувати прямого конкурента Fairchild — компанію Signetics.
Незважаючи на те, що провідні фізики та технологи пішли, Fairchild оголосила про випуск перших комерційних ІС серії Micrologic у березні 1961 року, а потім витратила цілий рік на створення сімейства логічних ІС — до цього часу виробництво порівнянних ІС освоїли і конкуренти. TI, що відмовилася від інтегральних схем Кілбі, отримала контракт на планарні ІС серії 51 для міжпланетних супутників, а потім — для балістичних ракет «Мінітмен». ІС бортових комп'ютерів космічних кораблів «Аполлон» були розроблені на Fairchild, але більша частина держзамовлення на їх виробництво отримали Raytheon і Philco Ford. Кожен комп'ютер «Аполлона» містив близько 5000 стандартних логічних ІС, і за час виробництва цих комп'ютерів вартість ІС впала з 1000 до 20—30 доларів за штуку — так NASA і Пентагон підготували підґрунтя для виникнення цивільного ринку ІС.
Резисторно-транзисторна логіка перших серій ІС Fairchild і TI, виявилася схильною до електромагнітних перешкод, і 1964 року обидві компанії перейшли на діодно-транзисторну логіку сімейств 53 і 930. Signetics випустила діодно-транзисторне сімейство Utilogic ще 1962 року, але відстала від Fairchild і TI з розширенням виробництва. Fairchild стала лідером за кількістю проданих в 1961—1965 роках ІС, але TI випередила її у грошовій сумі виручки (32 % ринку ІС 1964 року проти 18 % у Fairchild).
Всі логічні ІС згадуваних серій будувалися буквально зі стандартних компонентів, розміри та конфігурації яких були задані технологічним процесом. Схемотехніки, що проєктували логічні ІС конкретного сімейства, оперували одними й тими ж типовими діодами і транзисторами. Новий підхід до проєктування — використання в одній ІС різних конфігурацій транзисторів залежно від їх функцій у схемі — вперше запропонував розробник Sylvania Том Лонго в 1961—1962 роках. Наприкінці 1962 року Sylvania випустила у продаж перше сімейство розробленої Лонго транзисторно-транзисторної логіки (ТТЛ) — історично перший тип інтегральної логіки, що зумів надовго закріпитися на ринку. В аналоговій схемотехніці прорив такого рівня здійснив у 1964—1965 роках розробник операційних підсилювачів Fairchild Роберт Відлар.

## Патентна війна 1962—1966 років
У 1959—1961 роках, коли TI і Westinghouse паралельно працювали над авіаційною «молекулярною електронікою», менеджмент TI ставився до конкуренції спокійно. 1962 року ставлення змінилося, і TI почало ревно переслідувати реальних і уявних порушників своїх патентів. За корпорацією закріпилися прізвиська «Далласька адвокатська контора» (англ. The Dallas legal firm) і «напівпровідникові ковбої» (англ. Semiconductor cowboys). Недобросовісні дії TI стали взірцем для численних пізніших наслідувачів. Однак в умовах 1960-х років позови TI не могли суттєво нашкодити конкурентам — галузь розвивалася, не звертаючи уваги на патентні суперечки.
TI проти Westinghouse. У 1962—1963 роках, коли під тиском ринку TI та Westinghouse переходили на планарний процес, інженер Westinghouse Хун-Чан Лін винайшов боковий транзистор. У звичайному планарному процесі всі транзистори мають один тип провідності (зазвичай NPN), а рішення Ліна дозволило створювати на тому ж кристалі й транзистори PNP-типу. Військові замовлення, на які вже розраховувала TI, отримала Westinghouse — і TI подала на колишніх партнерів у суд. Справу було вирішено у позасудовому порядку.
TI проти Sprague. 10 квітня 1962 року Курт Леговец отримав патент на свій винахід ізоляції p-n-переходом. Одразу після публікації патенту TI заявила, що патент Леговца порушує права Джека Кілбі та TI. За словами TI, всі питання ізоляції вже були вирішені у патентних заявках Кілбі 1959 року. Засновник Sprague Роберт Спраг вважав справу заздалегідь програною і збирався відмовитися від прав на патент, але Леговец переконав керівництво та юристів компанії у своїй правоті. Через чотири роки TI організувала в Далласі арбітражне слухання справи з наочними демонстраціями винаходів Кілбі та виступами експертів. Леговец зумів переконливо довести, що в роботах Кілбі не містилося ніяких згадок про ізоляцію компонентів, і у квітні 1966 року патентний арбітраж присудив Леговцю пріоритет у винаході.
Raytheon проти Fairchild. 20 травня 1962 року Жан Ерні (який до цього часу вже залишив Fairchild) отримав перший патент на винайдення планарної технології. Raytheon порахувала, що патент Ерні повторює основні положення патенту Жуля Ендрюса, який належав Raytheon, і подала на Fairchild до суду. При зовнішній схожості (фотолітографія, дифузія, травлення) процес Ендрюса мав принциповий недолік: він передбачав повне видалення оксидного шару після кожної дифузії, в той час як у процесі Ерні «брудний» оксид зберігався. Невдовзі на Raytheon зрозуміли, що виграш у суді неможливий. Корпорація відкликала позов і придбала у Fairchild ліцензію на процес Ерні.
Hughes проти Fairchild. Hughes Aircraft подала на Fairchild до суду, стверджуючи, що дослідники Hughes зробили ті самі висновки, що й Ерні, і зробили це раніше Ерні. Позиція Hughes, на думку юристів Fairchild, не мала шансів у суді, однак розгляд у суді тривав би роки, протягом яких Fairchild не змогла б правомірно продавати ліцензії на процес Ерні. Fairchild вирішила домовитися з Hughes поза судом. Hughes отримала права на один із сімнадцяти пунктів патенту Ерні, а потім обміняла його на невелику частку в майбутніх ліцензійних доходах Fairchild.
TI проти Fairchild. Основний удар TI отримав найбільший і технологічно розвинений конкурент — Fairchild Semiconductor. Позови TI не перешкоджали власному виробництву Fairchild, але ускладнювали продаж ліцензій на її технології. До 1965 року планарна технологія Fairchild стала стандартом галузі, але ліцензію на патенти Ерні й Нойса придбали не більше десяти виробників. Важелів впливу на неліцензовані виробництва у той час не існувало. В такому ж становищі опинилася і сама TI: її найважливіший актив — патенти Кілбі — не приносив доходів. 1964 року арбітраж присудив TI права на чотири з п'яти ключових положень оскаржуваних патентів. Обидві компанії, діючи з принципу «все або нічого», оскаржили це рішення. Тяганина могла тривати ще роками, якщо б не поразка TI у суперечці з Sprague у квітні 1966 року. Керівництво TI зрозуміло, що вже не зможе зібрати у своїх руках увесь пакет мікроелектронних патентів, і втратило інтерес до продовження конфлікту. Влітку 1966 року TI та Fairchild уклали мирову угоду про взаємне визнання патентних прав і перехресне ліцензування ключових патентів, 1967 року до них приєдналася Sprague.
Японія проти Fairchild. І Fairchild, і TI намагалися заснувати виробництва в Японії ще на початку 1960-х, але наткнулись на жорсткий опір японського міністерства промисловості й торгівлі (MITI). 1962 року MITI заборонило Fairchild інвестувати в уже куплену в Японії фабрику, і недосвідчений Нойс спробував вийти на японський ринок через корпорацію NEC. 1963 року керівництво NEC, нібито діючи під тиском MITI, добилося від Fairchild винятково вигідних для Японії умов ліцензування, які згодом закрили Fairchild можливість самостійно торгувати на японському ринку. Лише після укладення угоди Нойс дізнався, що президент NEC за сумісництвом головував у комітеті MITI, який блокував угоди Fairchild і «давив» на NEC.
Японія проти TI. TI спробував заснувати виробництво в Японії 1963 року, вже маючи негативний досвід переговорів з NEC і Sony. MITI протягом двох років відмовлялося дати визначену відповідь на заявку TI, і 1965 року США завдали удару у відповідь, погрожуючи японцям ембарго на ввезення електронної техніки, яка порушувала патенти TI. 1966 року під удар попала Sony, 1967 року Sharp. MITI усвідомила загрозу і почала таємно підшукувати TI «генерального партнера» з японських корпорацій. MITI наполягла на розриві вже намічуваної угоди між TI та Mitsubishi (власника Sharp), і переконала Акіо Моріта укласти угоду з TI «в інтересах майбутнього японської промисловості». Незважаючи на секретні протоколи, що гарантували американцям придбання частки в Sony, угода 1967—1968 років була вкрай невигідною для TI. Протягом майже тридцяти років японські компанії випускали ІС, не сплачуючи ліцензійних відрахувань TI, і лише 1989 року японський суд визнав за TI права на винахід Кілбі. Як наслідок, в 1990-ті роки всі японські виробники ІС були змушені платити TI за патентне рішення тридцятирічної давності або укладати угоди про взаємне ліцензування. 1993 року TI заробила на ліцензійних зборах 520 мільйонів доларів, і більша частина цих грошей була зібрана саме в Японії.

## Історіографія винаходу

### Два винахідника: Кілбі та Нойс
Під час патентної війни 1960-х років преса та професійна спільнота США визнавала, що кількість винахідників ІС може бути достатньо великою. У книзі «Золотий вік підприємництва» (англ. Golden Age of Entrepreneurship), випущеній Time-Life Books, винахідниками були названі чотири особи: Кілбі, Леговец, Нойс і Ерні. Сораб Ганді в «Теорії та практиці мікроелектроніки» (1968) писав, що патенти Леговца та Ерні стали найвищою точкою напівпровідникових технологій 1950-х років, і відкрили шлях до серійного виробництва ІС.
У жовтні 1966 року Кілбі та Нойс були удостоєні Баллантайнівської медалі Інституту Франкліна «за внесок у створення інтегральних схем». Так почала складатися канонічна «версія двох винахідників». Висунення Кілбі викликало заперечення сучасників, які не визнавали прототипи Кілбі «справжніми» (напівпровідниковими) ІС. Ще спірнішим здавалося висунення Нойса: інженерна спільнота прекрасно знала про роль Ласта, Мура, Ерні та інших винахідників, фізиків і технологів, що стояли за розробкою перших напівпровідникових ІС. Знала вона і про те, що Нойс, який став генеральним директором Fairchild у березні 1959 року, не брав участі безпосередньо у створенні перших ІС. Нойс цього і не приховував: про свої патенти він говорив, що «я розв'язував виробничу задачу. Я не намагався зробити інтегральну схему.».
На думку біографа Нойса Леслі Берлін, Нойс став «батьком інтегральної схеми» винятково завдяки судовим позовам TI. Оскарживши пріоритет Нойса як винахідника, TI «назначила» його одноосібним представником всього колективу розробників Fairchild. Fairchild відповіла мобілізацією всіх ресурсів на захист пріоритету Нойса, в діло пішла важка артилерія корпоративного піару. Кілбі особисто брав участь у піар-кампаніях TI, Нойс був менш помітним, але його успішно заміщав Гордон Мур. До середини 1970-х років підживлювана піаром TI, Fairchild і Intel «версія двох винахідників» стала сприйматися як єдина істина. Полеміка між Кілбі та Леговцем на сторінках професійних журналів (1976—1978) не змінила становища. Ерні, Ласт, Леговец виявилися забутими — за ними не стояли великі корпорації, і вони самі не були схильні до публічних суперечок.
В наукових статтях 1980-х років «короткий курс історії мікроелектроніки» набув вигляду (приклад авторів, що розглядали тему «очима Intel»):

Під час роботи на Fairchild Нойс розробив інтегральну схему. За кілька місяців до цього цю ж концепцію винайшов у Далласі Джек Кілбі з Texas Instruments. У липні 1959 року Нойс подав патентну заявку на свою концепцію інтегральної схеми. Texas Instruments подала на Нойса і Fairchild до суду за порушення її патентів, тяганина розтягнулася на кілька років. У наш час, як правило, Нойс і Кілбі визнаються співавторами винайдення інтегральної схеми, хоча в Зал Слави Винахідників прийняли лише Кілбі. Хай там що, заслугою Нойса вважається вдосконалення інтегральної схеми, що дозволило використовувати її на практиці…
Оригінальний текст (англ.)
While at Fairchild, Noyce developed the integrated circuit. The same concept has been invented by Jack Kilby at Texas Instruments in Dallas a few months previously. In July 1959 Noyce filed a patent for his conception of the integrated circuit. Texas Instruments filed a lawsuit for patent interference against Noyce and Fairchild, and the case dragged on for some years. Today, Noyce and Kilby are usually regarded as co-inventors of the integrated circuit, although Kilby was inducted into the Inventor's Hall of Fame as the inventor. In any event, Noyce is credited with improving the integrated circuit for its many applications in the field of microelectronics.

1984 року «версія двох винахідників» була закріплена у книзі Томаса Ріда «Як двоє американців винайшли мікрочів» (англ. The Chip: How Two Americans Invented the Microchip and Launched a Revolution). Книга Ріда неодноразово перевидавалася, останнього разу — 2008 року. Роберт Райт із The New York Times розкритикував Ріда за розлогі описи другорядних персонажів, причетних до винаходу, однак імена та роботи Леговца і Ласта у книзі навіть не згадані. Жан Ерні, який консультував Ріда, з'являється у книзі лише як теоретик, що давав поради Нойсу.
Автор «Сучасної історії обчислювальної техніки» (2003) і куратор музею авіації та космонавтики Смітсонівського інституту Пол Черуцці також повторив «версію двох винахідників» зауваживши, що «їх винахід … був лише ще одним кроком» у напрямку, заданому військовими програмами мініатюризації 1950-х років. Посилаючись на «думку більшості», Черруцці поставив на перше місце рішення Нойса використовувати планарний процес Ерні. Ерні, на думку Черуцці, «проклав дорогу» до серійного виробництва ІС, але у список винахідників ІС не включений. Питання винайдення ізоляції компонентів у книзі Черуцці не розглядалися.
2000 року Нобелівський комітет присудив Нобелівську премію з фізики: Жоресу Алфьорову та Герберту Кремеру — «за розробку напівпровідникових гетероструктур, що використовуються у високочастотній та оптоелектроніці», і Джеку Кілбі — «за його внесок у винайдення інтегральної схеми». За статутом Нобелівську премію присуджують лише живим, тому посмертне нагородження Роберта Нойса було неможливим (сам Нойс при житті відповідав на питання про перспективи Нобелівської премії: «За винаходи Нобеля не дають. За справжню роботу також.»). Чи розглядав Нобелівський комітет інших співавторів винаходу, які дожили до 2000 року, — невідомо, процес прийняття рішень Комітетом не підлягає розголошенню. Арджун Саксена критично стверджував, що внесок Кілбі (на відміну від внеску Алфьорова та Кремера) був чисто інженерним, винахідницьким, і не стосувався сфери фундаментальної науки — а отже, нагородження Кілбі було виконано з порушенням волі Альфреда Нобеля.
«Версія двох винахідників» продовжує відтворюватися в американській пресі і у 2010-ні роки. Зустрічається й варіант, у якому «головним революціонером» визнається один Кілбі, а Нойсу відводиться роль «іншого інженера», що вдосконалив винахід Кілбі. У популярній книзі Фреда Каплана «1959: рік, який змінив усе» (2010), в якій винайденню ІС відведено вісім сторінок, список винахідників зведений до одного прізвища: Кілбі. За Капланом, ІС була винайдена «не величезною командою фізиків, а єдиною особою, і притому не фізиком, а інженером». Ім'я Нойса з'являється лише в примітках у кінці книги: «слід відмітити, що у мікрочипа виявився й випадковий співавтор — Роберт Нойс, який висунув свою версію у січні 1959 року, а потім закинув її — до презентації TI у березні 1959 року…» Ні Ерні, ні Ласт, Латроп і Барнс, які працювали з Кілбі, у книзі Каплана не згадуються.

### Ревізія канонічної версії
Наприкінці 1990-х і 2000-х роках у США вийшов ряд книг з історії напівпровідникової промисловості, автори яких спробували відновити повну картину винайдення ІС і переосмислити «версію двох винахідників». 1998 року Майкл Ріордан і Ліліан Ходдсон випустили Вогонь у кристалі (англ. Crystal Fire: The Birth of the Information Age), в якій детально описали події, що передували винаходу Кілбі, та ролі учасників цих подій в історії. Однак Ріордан і Ходдесон закінчили свою книгу на винаході Кілбі й не дали критичного аналізу цього винаходу. Леслі Берлін у біографії Роберта Нойса (2005) детально розглянула винахід з точки зору подій на Fairchild і критично оцінила внесок Кілбі: «З'єднання дротом виключали можливість серійного виробництва, і Кілбі не міг не знати цього. Однак його [прототип] все же був … дечим схожий на інтегральну схему.»
2007 року Бо Лоєк випустив «Історію напівпровідникової галузі» (англ. History of Semiconductor Engineering), в якій виконав повну ревізію «версії двох винахідників»: «Історики приписали винайдення ІС Джеку Кілбі та Роберту Нойсу. У цій книзі я стверджую, що винахідників було набагато більше.». Лоєк детально розглянув внесок Ерні та Ласта у створення першої напівпровідникової ІС на Fairchild і дав критичну оцінку роботам Кілбі: «Ідея ІС Кілбі була настільки непрактичною, що від неї відмовились навіть TI. Патент Кілбі був цінним лише як зручний і вигідний предмет торгу. Якщо б Кілбі працював не на TI, а на будь-яку іншу компанію, то його ідеї взагалі не були б запатентовані.»
2009 року Арджун Саксена випустив «Винайдення інтегральної схеми: невідомі факти» (англ. Invention of integrated circuits: untold important facts), в якій виконав детальний аналіз документальних свідчень про винаходи Даммера, Джонсона, Стюарта, Кілбі, Нойса, Леговца й Ерні. Так само, як і Лоєк, Саксена стверджував, що «домінуюча у суспільстві думка [про виняткову роль Кілбі й Нойса] — помилкова, уже протягом чотирьох десятиліть … майже усі в мікроелектроніці (включно із фізиками, хіміками, інженерами і т. д.), здається, прийняли цю помилкову думку за єдину істину — і нічого не зробили для того, щоб виправити становище.»